# Gabriel Nassif
Pour les articles homonymes, voir Nassif.
Gabriel Nassif, également connu sous le surnom de « Yellowhat », né le 8 novembre 1983, est un joueur français de Magic : L'Assemblée et de poker.

## Biographie
Gabriel Nassif participe au Grand Prix Magic : L'Assemblée de Londres, en 2001 et arrive en finale.
En 2010, il rejoint le Hall of Fame de Magic : L'Assemblée.